# Abbaye du Val-Saint-Lambert
L'abbaye du Val-Saint-Lambert située à Seraing, près de Liège, en Belgique, était un monastère de tradition cistercienne fondé en 1202 et disparu lors de la Révolution française. Une cristallerie reprit les bâtiments de l'abbaye en 1825 et rendit le nom de Val-Saint-Lambert célèbre partout dans le monde comme synonyme de « verre de luxe et de qualité ».

## Géographie
L'abbaye du Val-Saint-Lambert est située à Seraing, c'est-à-dire à 12 km à l'Ouest de Liège, en Belgique, dans la province de Liège.

## Histoire
Le Prince-évêque de Liège Hugues de Pierrepont offrit des terres et bois aux moines de Signy pour qu’ils fassent une fondation au lieu-dit « Val Saint-Lambert » près de Liège. L’ordre cistercien était alors en pleine expansion ; par Signy et Igny la filiation de Val-Saint-Lambert remonte directement à l’abbaye fondée par saint Bernard lui-même : Clairvaux. Un groupe de moines s’y installa en 1202. Les bâtiments de la « première » abbaye furent achevés avant la fin du XIIIe siècle.
On peut dire que l’abbaye fut au cours des siècles un chantier quasi permanent, tant il est vrai qu’elle subit un grand nombre de calamités, naturelles et autres : incendies, pillages et destructions. Ce qui explique sans doute que les moines du Val-Saint-Lambert, au contraire d’autres abbayes laissèrent peu de trace dans le domaine des lettres et de la science.
La « dernière » abbaye du Val-Saint-Lambert date de l’abbatiat (commendataire) de Simon-Joseph de Harlez, un chanoine de la cathédrale de Liège et conseiller du Prince-évêque. Les travaux, confiés au maitre-maçon Jean-Gille Jacob, commencèrent en 1750 et étaient terminés quand l’abbaye fut emportée dans la tourmente de la Révolution française. En 1796 les moines furent expulsés, l’église démolie et les bâtiments mis en vente comme biens publics.
Les bâtiments claustraux furent achetés en 1797 par J.F. Deneef, prête-nom de Paquô, abbé du Val Notre-Dame, qui les céda ensuite à une société verrière.

## Hôtes illustres
Les deux frères émigrés de Louis XVI, c'est-à-dire le comte de Provence, futur Louis XVIII, et le comte d'Artois, futur Charles X, séjournèrent en l'abbaye en octobre 1793.

## Aujourd’hui
Le 22 décembre 1825, les bâtiments délabrés de l'abbaye désaffectée furent rachetés par un groupe de cinq verriers pour y installer une cristallerie. Dès la mise à feu des premiers fours (1826), le Val s'assure une renommée internationale grâce à la qualité de ses cristaux mis en œuvre par des praticiens compétents. Les cristalleries du Val-Saint-Lambert, toujours en activité, employèrent jusqu’à 5 000 personnes (au début du XXe siècle). Elle est encore la cristallerie la plus importante du monde.

## Patrimoine
L'abbaye fut presque entièrement reconstruite par l'architecte liégeois Étienne Fayen au début du XVIIIe siècle. De là, toutes les constructions ont été maintenues, sauf l'église démolie entre 1797 et 1800. L'inventaire du patrimoine se présente donc ainsi :
Du XVIIIe siècle :
- Le portail monumental, d'époque Louis XIV[2], porte les armes de l’abbé de Harlez (Fortiter et candide). Il s'ouvre dans le mur d'enceinte pour accéder à l'enclos dont la superficie était de 15 hectares[2].
- Le palais abbatial, construit de 1762 à 1765, maintenant connu sous le nom de « château de Val-Saint-Lambert » (architectes Jean-Gilles Jacob et Étienne Fayen[3]). Il se présente comme un long bâtiment à fronton central et à légères avancées terminales[2].
- Dans la partie élevée du domaine, un belvédère construit en 1789 par le dernier abbé, Grégoire Falla.
- Le mur d’enceinte.

Du XVIIe siècle :
- L’ancien quartier des hôtes datant de 1629 mais souvent transformé par après.
- Les soubassements d’une petite tour, dite « La Tourette ».
- Les fondations de l’ancienne porte, dite « de Villencourt ».
- Des vestiges de la ferme.

Du XIIIe siècle, il subsiste une salle voûtée d'ogives qui renferme un musée lapidaire.
Autre vestige
- La  ville de Huy conserve la Maison Batta, qui servit de refuge aux moines de Val-Saint-Lambert.

Anciennes possessions
- La Cense Monfort à Ans
- La chapelle Notre-Dame de l'Arbre à Momalle

## Galerie

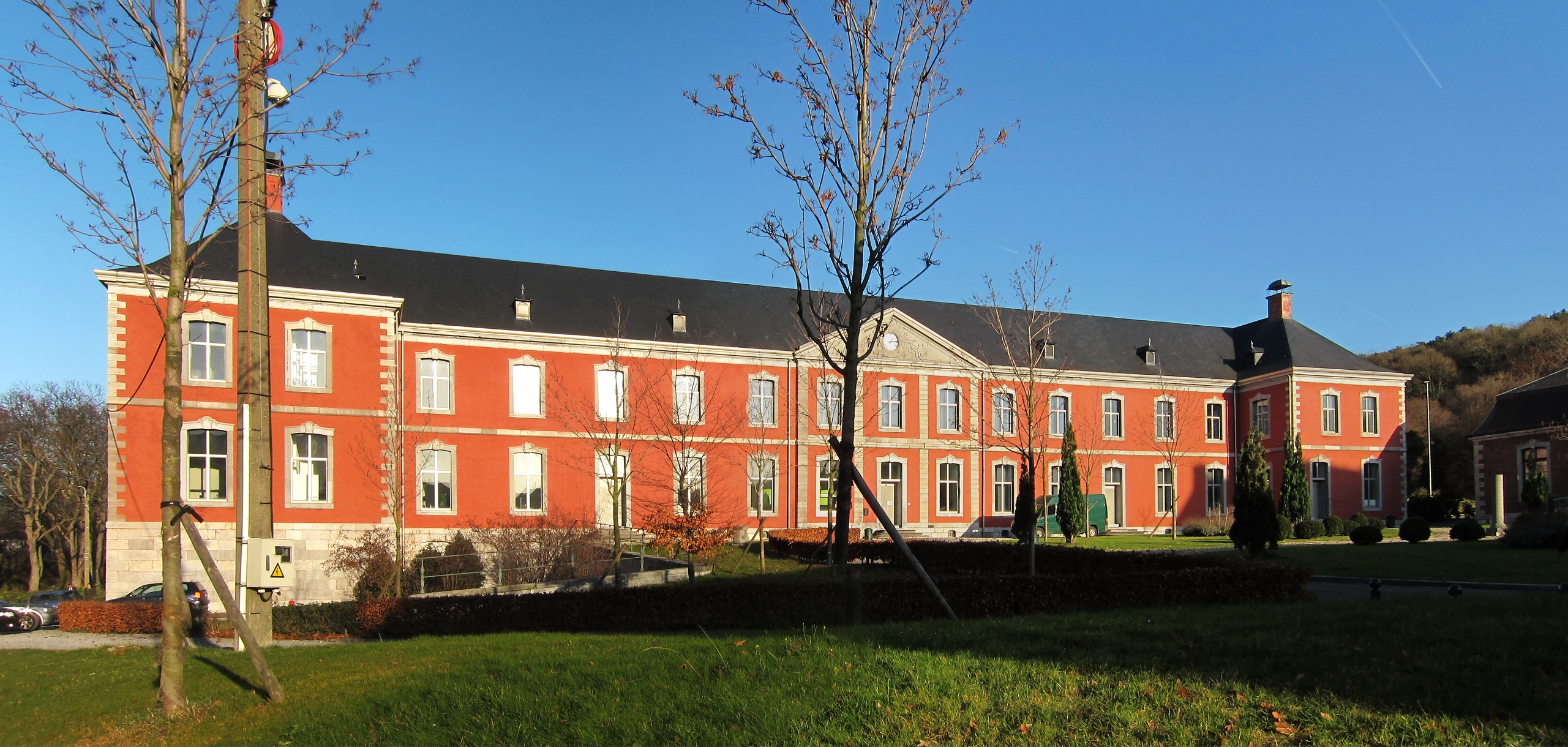
Val-Saint-Lambert, Palais abbatial, façade latérale.
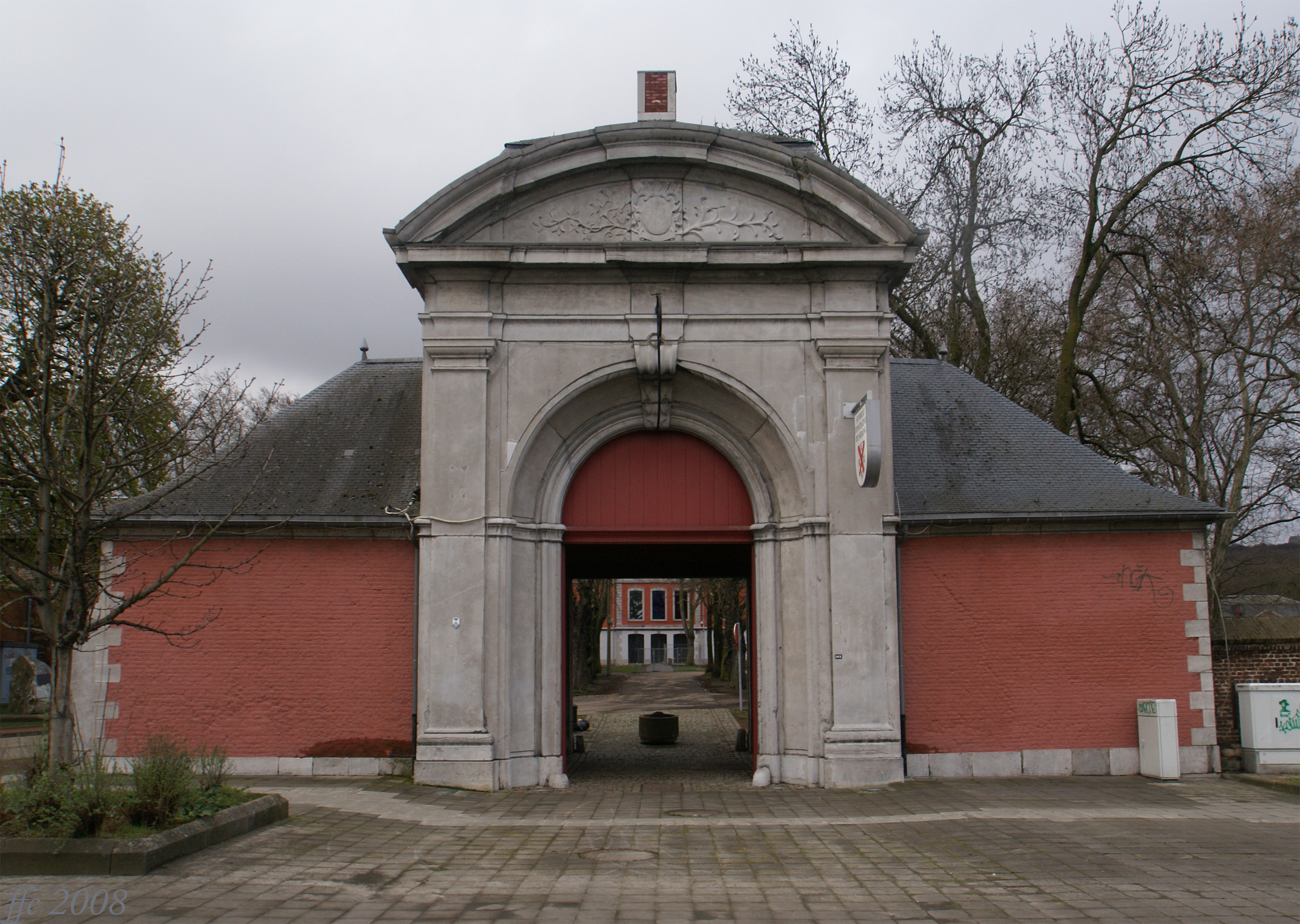
L'ancien portail, actuellement bureau de tourisme de la ville de Seraing.
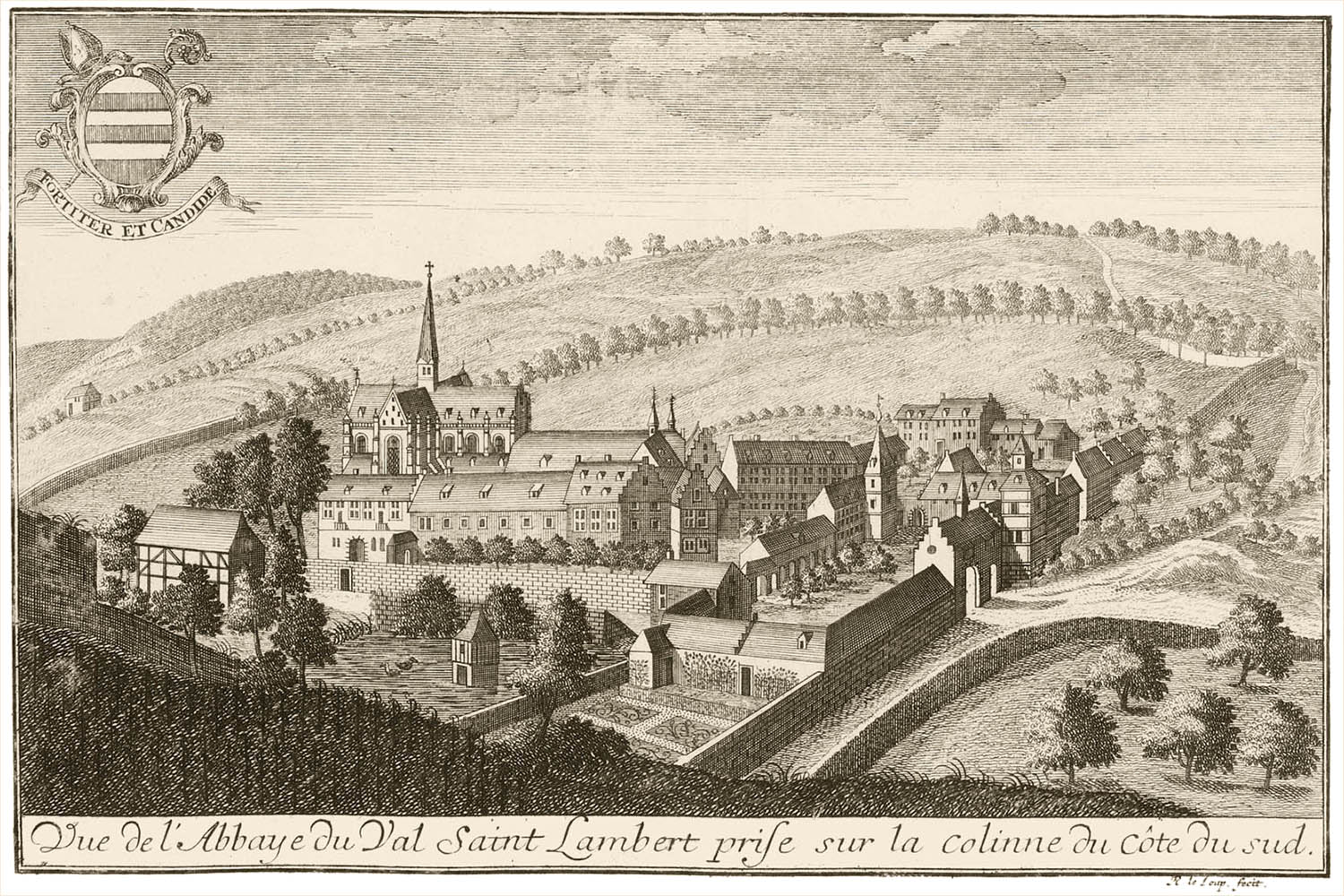
Abbaye du Val-Saint-Lambert par Remacle Le Loup, vers 1740
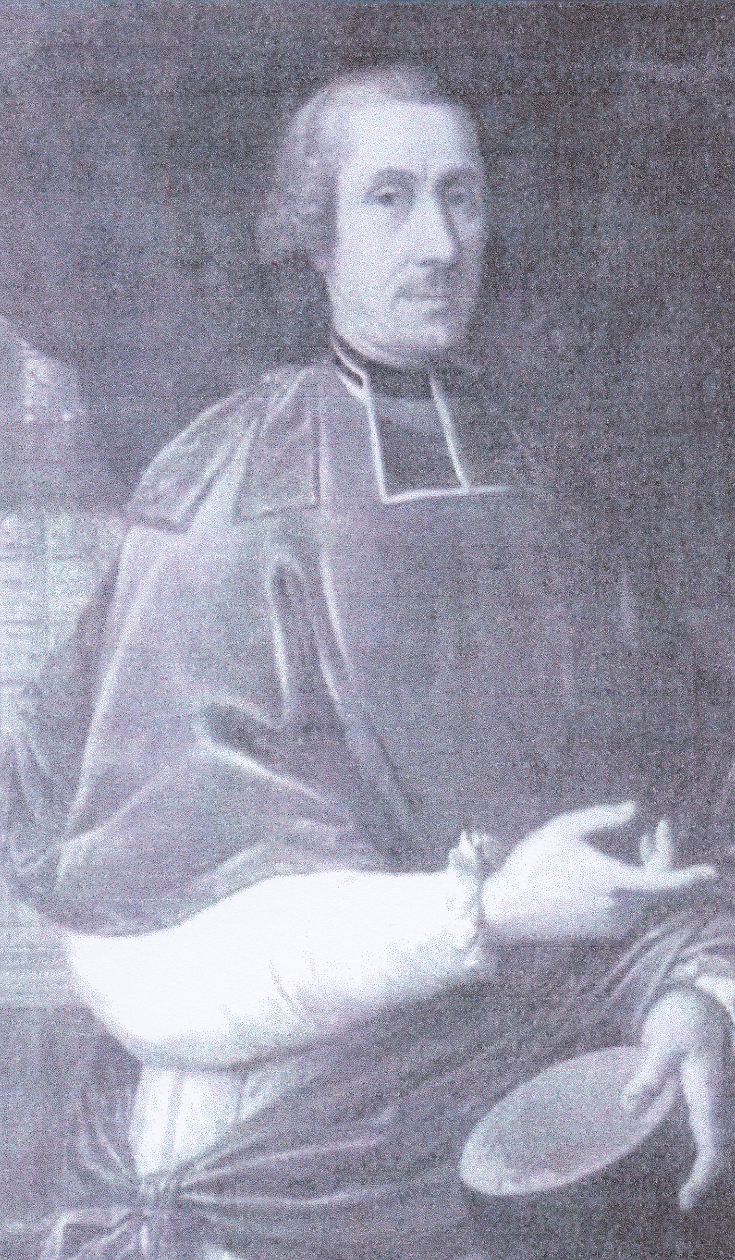
Simon-Joseph de Harlez